# تیتانوسن پنتاسولفید
تیتانوسن پنتاسولفید یک ترکیب آلی حاوی تیتانیوم با فرمول شیمیایی (C5H5)2TiS5 است که معمولاً به صورت Cp2TiS5 نیز نوشته می‌شود. این متالوسن به صورت یک جامد قرمز روشن وجود دارد که در حلال‌های آلی محلول است. 